# チョン・ジョンホ
チョン・ジョンホ（千 鍾鎬、朝: 천종호、1965年10月14日 - ）は、韓国の裁判官。主に青少年の事件に携わる情熱的な裁判官として知られる。大邱地方裁判所部長判事。

## 人物
青少年の事件を主に担当する裁判官であり、青少年に対して熱く情熱的な指導を行うことで有名である。ただ厳しく接するだけではなく、法廷で非行少年に強い愛情を持って指導している。少年法の処罰強化に反対している。

## 経歴

### 極度の貧困から這い上がる
釜山南高校、釜山大学校法学部学士、釜山大学校大学院法学部修士・博士課程修了。
幼少期は貧困家庭で育ち、小学校2年生時に釜山広域市峨嵋洞のスラム街に移住した。ラーメンも食べられないほどの極度の貧困を味わい、自身を含めて7人兄弟だったが、貧困のために大学進学できたのはチョンのみだったという。チョンは極度の逆境の中、一心に猛勉強し、1994年に第36回司法試験に合格。1997年に司法研修院26期を修了し、同期よりも遅い年齢であったが釜山地方裁判所で32歳で裁判官としての人生をスタートさせた。

### 裁判官として
2010年2月に昌原地方裁判所少年部に赴任し、2013年2月釜山家庭裁判所に席を移し、少年裁判を受け持つことが多く、非行青少年を指導することに情熱を持っているとされている。法廷では非行青少年に愛情を持って指導したり、呼びかけをして「飛行青少年の貸付け金」「好通判事」とよく知られた。2013年1月に『学校の涙』（学校暴力を照明して話題を集めたSBS TVドキュメンタリー）にて、学生とその両親に「変えようと思わないことはダメだ」を語ったことで有名になった。同年3月には「ストーリーショー叩き」（KBS 2TV）にチョンの話が紹介された。
2010年に青少年回復センター開設を主導し、非行青少年の成長と再発防止を導いた。2014年10月23日に国会議員43名に送った手紙で、自分が裁判を担当した欠損家庭の少年犯3名のうち2名が3年以内に再犯となったが、その理由は「少年たちを社会に戻しても保護される親がないためだ」と語り、「こうした状況でいかなる保護措置もなく社会に戻すことは、「再非行しろ」ということと同様」とし、「青少年が再犯しないように誤った環境を調整し、社会人として育つことができるようにするのが社会の定義」と強調した。
チョンは日本でも高く評価されており、保護少年が家庭を取り戻したり、傷を癒し再犯を防止したりする効果があるという釜山家庭裁判所の分析結果に日本司法福祉学会が注目し、2014年に日本にチョンを招待した。チョンは日本司法福祉学会の招待で大阪を訪問し「子どもの暴力に向き合う─韓国での取り組み」というテーマで講演を行った。別の日には大阪弁護士会の会合で「韓国での青少年非行問題と青少年回復センター」というテーマで韓国の少年法が規定する少年保護事件の手続きなどを説明し、釜山家庭裁判所で運営する青少年回復センターの機能と役割についても講演を行った。
2017年には「第12回霊山法律文化賞」を受賞（法治の定着と法律文化の向上に貢献した法律家・法学者・法律団体を対象とした賞）。

## 実績
- 1994年：第36回司法試験合格（司法研修院26期修了）
- 1997年：釜山地方裁判所判事
- 釜山地方裁判所東部支援裁判官
- 釜山地方裁判所家庭支援裁判官
- 釜山高等裁判所裁判官
- 2010年2月：昌原地方裁判所少年部部長判事
- 2013年2月 - 2018年2月：釜山家庭裁判所少年部部長判事
- 2018年2月 - 2022年1月：釜山地方裁判所部長判事
- 2022年1月 - 現在：大邱地方裁判所部長判事

## 書籍

### 単著
- 『아니야 우리가 미안하다』우리학교、2013年4月8日。ISBN 9788994103471。
- 『이 아이들에게도 아버지가 필요합니다』우리학교、2015年3月9日。ISBN 9788994103860。
- 『호통판사 천종호의 변명』우리학교、2018年4月5日。ISBN 9791187050551。